# Fotbalul în Italia

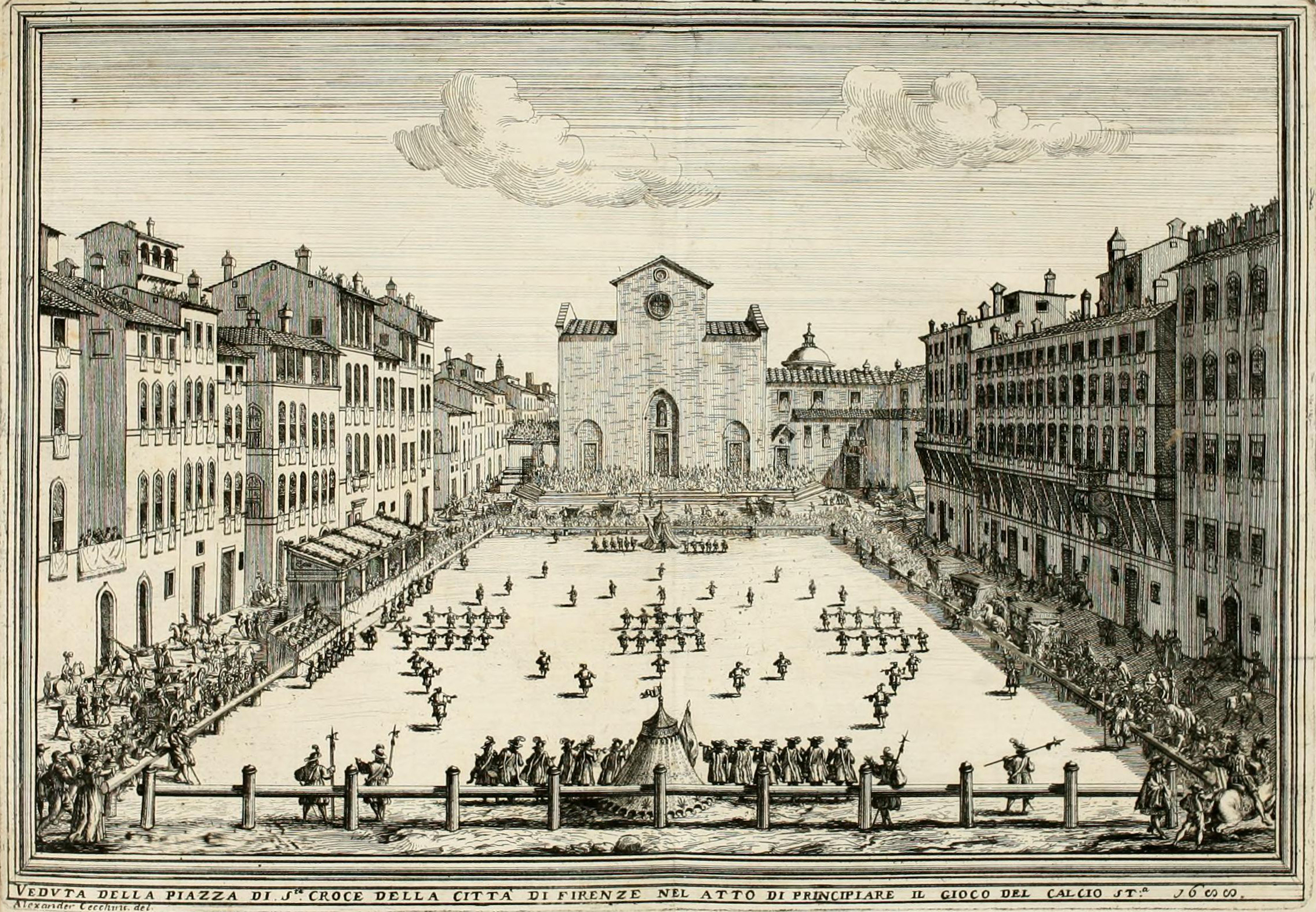
Ilustrație a unui joc Calcio Fiorentino din 1688

Fotbalul este cel mai practicat sport din Italia. La echipa națională au câștigat de patru ori Campionatul Mondial de Fotbal, pe locul doi după Brazilia, și o dată Campionatul European de Fotbal. Campionatul intern se numește Serie A. 

## Performanțe

### Echipa națională

#### Campionatul Mondial de Fotbal
Au reușit să câștige trofeul mondial de patru ori în istorie, prima dată în 1934, a doua în 1938, a treia în 1982 și ultima în 2006. Au mai pierdut două finale în 1970 și 1994. 
Campionatul European de Fotbal
 

Au reușit să câștige trofeul european o singură dată în istorie în  Au mai pierdut două finale în 2000 și 2012. 

#### Campionatul European de Fotbal
Au reușit să ridice trofeul european doar o dată în istorie, în 1968.
Loturi

### Cluburi
Cluburile italiene au adunat împreună 12 titluri, 7 pentru AC Milan, 3 pentru FC Internazionale Milano și 2 Juventus Torino, la egalitate cu Spania.